# الجيهر (حبيش)

تعديل مصدري - تعديل

الجيهر محلة تابعة لقرية الحقامي، التابعة لعزلة الوطئة بمديرية حبيش إحدى مديريات محافظة إب في الجمهورية اليمنية، بلغ تعداد سكانها 159 حسب تعداد اليمن لعام 2004.